# Melanomma medium
Melanomma medium är en lavart som beskrevs av Sacc. & Speg. 1878. Melanomma medium ingår i släktet Melanomma och familjen Melanommataceae.   Inga underarter finns listade i Catalogue of Life.